# Bryonia multiflora
Bryonia multiflora är en gurkväxtart som beskrevs av Pierre Edmond Boissier och Heldr. Bryonia multiflora ingår i Hundrovesläktet som ingår i familjen gurkväxter. Inga underarter finns listade i Catalogue of Life.